# Annette Strøyberg
Annette Susanne Strøyberg (født 7. december 1936 i Rynkeby, død 12. december 2005 i København) var en dansk skuespillerinde. Hun var den franske filminstruktør Roger Vadims anden kone. Blandt hendes film er Vadims Farlige forbindelser (1959).
Annette Strøyberg blev født i Rynkeby på Fyn. I 1958, da hun var 21 år, optrådte hun i filmen Les bijoutiers du clair de lune, instrueret af Roger Vadim, med Gérard Philipe og Jeanne Moreau i hovedrollerne. Under optagelserne blev hun og Roger Vadim, der for nylig var blevet skilt, forelskede, og de blev gift den 17. juni 1958. De fik en datter, Nathalie Vadim, som blev født i Danmark, også hun blev skuespillerinde. Parret blev skilt i 1960, Roger Vadim beholdt datteren.
Strøyberg døde af kræft den 12. december 2005 i København, 69 år gammel og er begravet på Tibirke Kirkegård.

## Udvalgt filmografi
- Blood and Roses (1960)
- I Don Giovanni della Costa Azzurra (1962)
- Lo scippo (1963)